# Bundesautobahn 5
Pour les articles homonymes, voir A5 et Autoroute A5.
Bundesautobahn 5 en allemand ou autoroute fédérale 5 en français, est une autoroute allemande. Elle décrit un tracé de 445 km de long, depuis le triangle de Hattenbach la Hesse jusqu'à la frontière suisse à Bâle, en suivant vers le sud la rive droite de la vallée du Rhin.

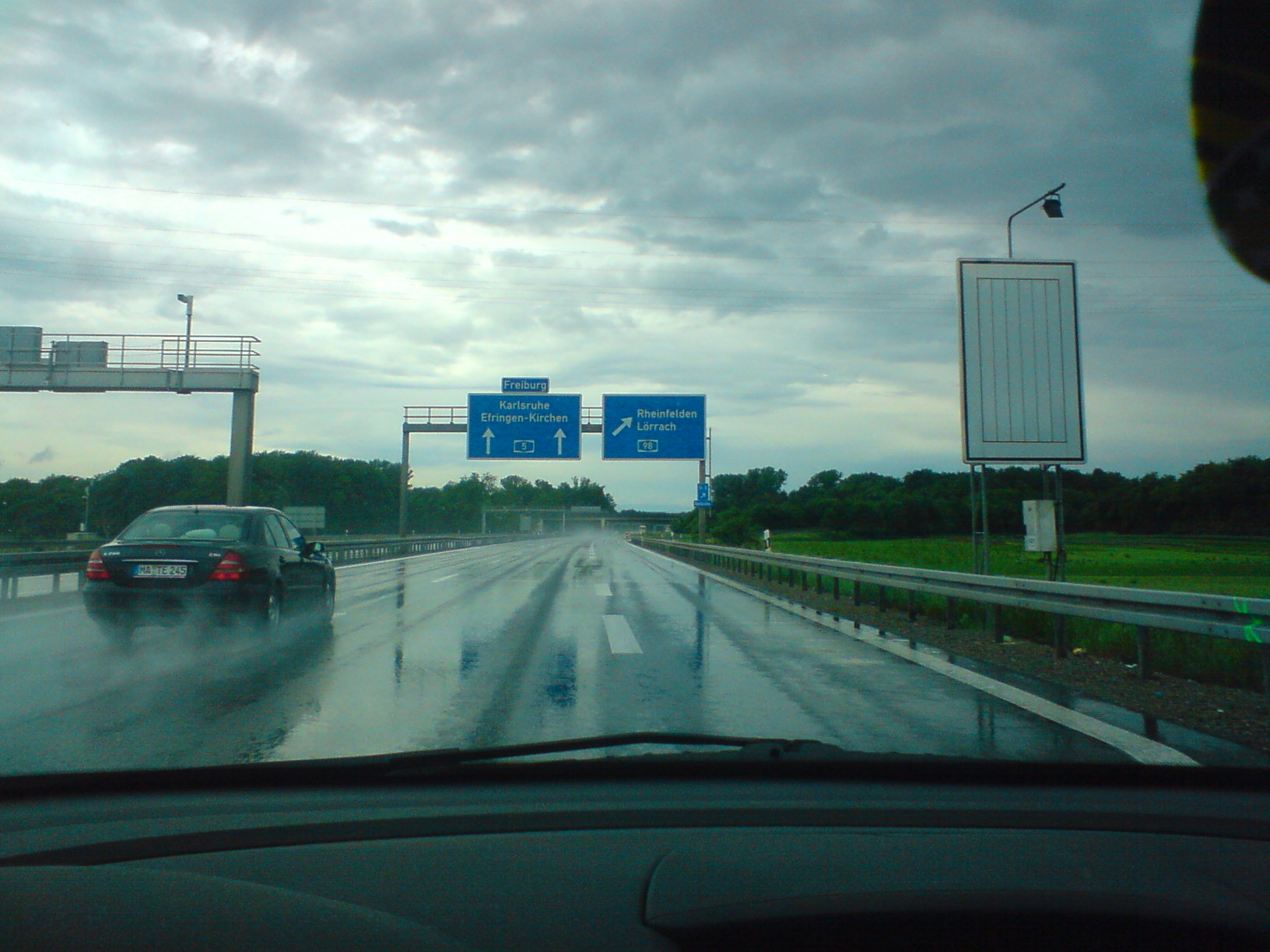
L'A5 à 4 km de la France et de la Suisse.

Avec la , elle constitue le réseau HaFraBa.
La Croix de Francfort (Frankfurter Kreuz) est un des échangeurs remarquables de l' à proximité de Francfort, où elle croise l'. À hauteur de Mullheim (BW), elle alimente l' en direction de Mulhouse. C'est l'une des autoroutes les plus fréquentées en Allemagne, par exemple la section Frankfurter Kreuz - Zeppelinheim a vu défiler 151 000 véhicules par jour. De nombreux embouteillages se forment très souvent à proximité de Fribourg et également au niveau de la 57b desservant le parc d'attractions Europa-Park.
Certains tronçons de cette autoroute allemande ne sont pas soumis à des limitations de vitesse. 
Bernd Rosemeyer y est mort en 1938.
Sa partie sud est parallèle à l'A35 française qui traverse l'Alsace du sud au nord.
Un projet d'agrandissement en la portant à 10 voies fait l'objet d'une opposition importante en 2024 relative à son impact écologoique, ce qui le compare à la création de l'A69 en France.